# Peter Reekers
Peter Reekers (Westerhaar-Vriezenveensewijk, Países Bajos, 2 de junio de 1981) es un exfutbolista y entrenador neerlandés. Jugaba de defensor.Actualmente es Segundo entrenador del Heracles Almelo de la Eredivisie holandesa y el principal del RKVV Stevo Geesteren de la Eerste Klasse. 

## Clubes

### Como jugador
| Club            | País         | Año       |
| --------------- | ------------ | --------- |
| Heracles Almelo | Países Bajos | 2000-2007 |
| VVV-Venlo       | Países Bajos | 2007-2009 |
| Heracles Almelo | Países Bajos | 2009-2011 |
| AGOVV Apeldoorn | Países Bajos | 2011-2013 |
| DETO            | Países Bajos | 2013-2014 |

### Como entrenador
| Club                            | País         | Año           |
| ------------------------------- | ------------ | ------------- |
| RKVV Stevo Geesteren            | Países Bajos | 2014-presente |
| Heracles Almelo (2º entrenador) | Países Bajos | 2014-presente |